# Golub-Dobrzyń (district)
Golub-Dobrzyń (Pools: powiat golubsko-dobrzyński) is een Pools district (powiat) in de woiwodschap Koejavië-Pommeren.
Het district heeft een oppervlakte van 612,98 km² en telt 45.441 inwoners (2014).

## Steden
- Golub-Dobrzyń
- Kowalewo Pomorskie

Stadsdistricten:
Bydgoszcz · Grudziądz · Toruń · Włocławek

Districten:
Aleksandrów · Brodnica · Bydgoszcz · Chełmno · Golub-Dobrzyń · Grudziądz · Inowrocław · Lipno · Mogilno · Nakło · Radziejów · Rypin · Sępólno · Świecie · Toruń · Tuchola · Wąbrzeźno · Włocławek · Żnin

Grootste steden:
Brodnica · Bydgoszcz · Chełmno · Chełmża · Grudziądz · Inowrocław · Nakło nad Notecią · Rypin · Solec Kujawski · Świecie · Toruń · Włocławek